# Torneio ABCS
O Torneio ABCS é um evento esportivo de futebol anual disputado entre seleções nacionais de quatro países que falam neerlandês junto à costa do Caribe. ABCS são as iniciais para Aruba, Bonaire, Curaçau e Suriname.
Louis Giskus, presidente da Federação Surinamesa de Futebol, disse que a competição foi formada "a fim de estreitar as relações os países falantes de neerlandês no Caribe".
Caso o placar termine empatado ao final dos 90 minutos, o jogo segue direto para a disputa por pênaltis, sem prorrogação.

## História
| Ano           | Sede      | Final         | Final              | Final         | Semifinalistas | Semifinalistas                  | Semifinalistas |
| Ano           | Sede      | Campeão       | Placar             | Vice          | 3º lugar       | Placar                          | 4º lugar       |
| ------------- | --------- | ------------- | ------------------ | ------------- | -------------- | ------------------------------- | -------------- |
| 2010 Detalhes | Curaçau   | Suriname      | 2 – 2 (6 – 5 pên.) | Curaçau       | Aruba          | 3 – 3 (3 – 3 pên.) (Abandonado) | Bonaire        |
| 2011 Detalhes | Suriname  | Bonaire       | 2 – 2 (4 – 3 pên.) | Aruba         | Suriname       | 2 – 0                           | Curaçau        |
| 2012 Detalhes | Aruba     | Aruba         | 1 – 0              | Suriname      | Curaçau        | 9 – 2                           | Bonaire        |
| 2013 Detalhes | Curaçau   | Suriname      | 3 – 1              | Curaçau       | Bonaire        | 2 – 1                           | Aruba          |
| 2014 Detalhes | Suriname  | Não realizado | Não realizado      | Não realizado | Não realizado  | Não realizado                   | Não realizado  |
| 2015 Detalhes | Suriname  | Suriname      | 1 – 0              | Aruba         | Curaçau        | 4 – 1                           | Bonaire        |
| 2018          | Cancelado | Cancelado     | Cancelado          | Cancelado     | Cancelado      | Cancelado                       |                |
| 2021          | Curaçau   | Curaçau       | 1–0                | Bonaire       | Aruba          | 2–2 (4−1 pên.)                  | Curaçau Sub-20 |
| 2022          | Curaçau   | Curaçau       | 2–2 (6−5 pên.)     | Suriname      | Aruba          | 1–0                             | Bonaire        |

## Títulos
| Equipes        | Títulos               | Vice-campeonatos | 3º lugar        | 4º lugar              |
| -------------- | --------------------- | ---------------- | --------------- | --------------------- |
| Suriname       | 3 (2010, 2013 e 2015) | 2 (2012 e 2022)  | 1 (2011)        | 0                     |
| Curaçau        | 2 (2021 e 2022)       | 2 (2010 e 2013)  | 2 (2012 e 2015) | 1 (2011)              |
| Aruba          | 1 (2012)              | 2 (2011 e 2015)  | 1 (2010)        | 1 (2013)              |
| Bonaire        | 1 (2011)              | 1 (2021)         | 1 (2013)        | 3 (2010, 2012 e 2015) |
| Curaçau Sub-20 | 0                     | 0                | 0               | 1 (2021)              |